# 猶他戰爭
猶他戰爭（Utah War）是耶穌基督後期聖徒教會（LDS）的摩門教拓荒者和美國政府在猶他發生的衝突。衝突從1857年5月至1858年7月。雖然有人員傷亡，但大多是非摩門教平民。期間發生了山地草場屠殺事件，有100人到140人被殺害。